# بخش می‌راند
بخش می‌راند (به فرانسوی: Arrondissement de Mirande) یک بخش در فرانسه است که در ژر واقع شده‌است.